# Yuba (soja)

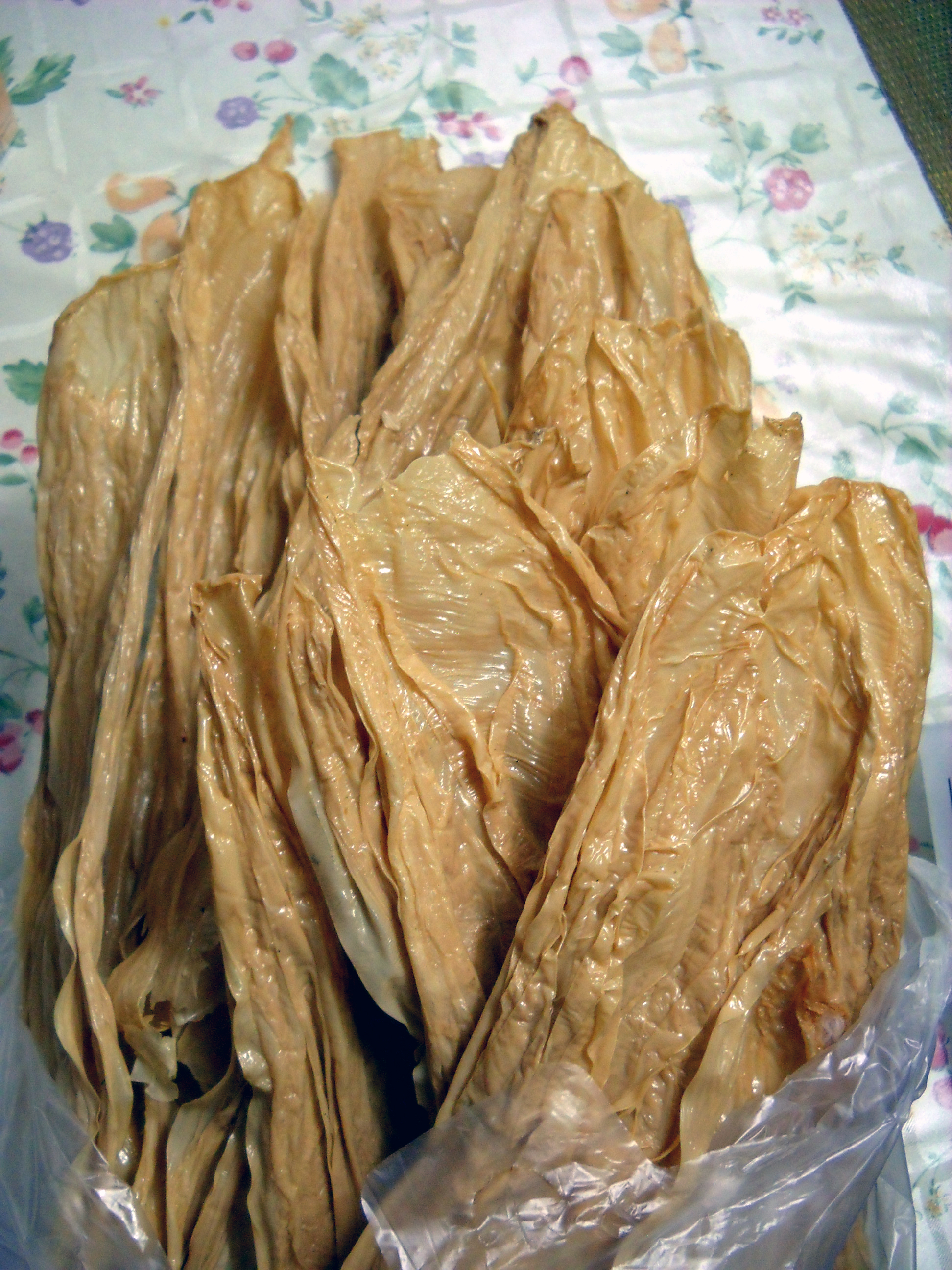
Surowa yuba

Yuba (sparża, fudżu, ang. tofu skin) – półprodukt spożywczy wykorzystywany jako sojowy substytut mięsa. Produkowany jest z białka zbierającego się na powierzchni gotowanego mleka sojowego.

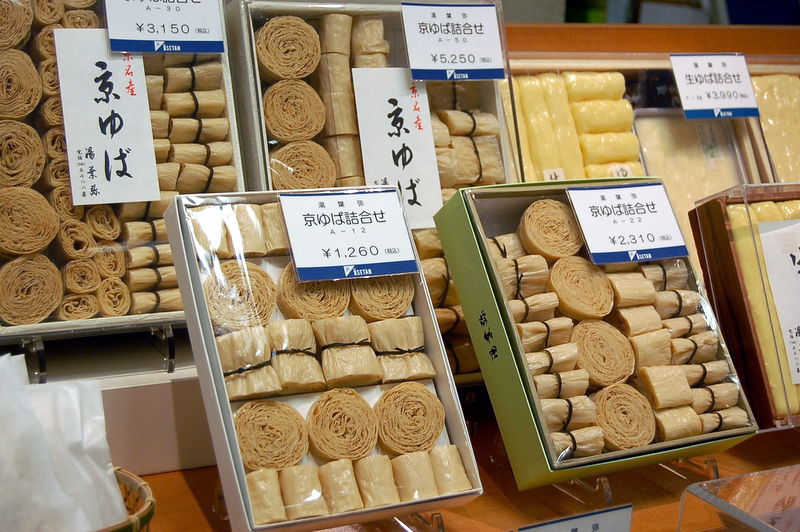
Yuba konfekcjonowana w sklepie w Kyoto

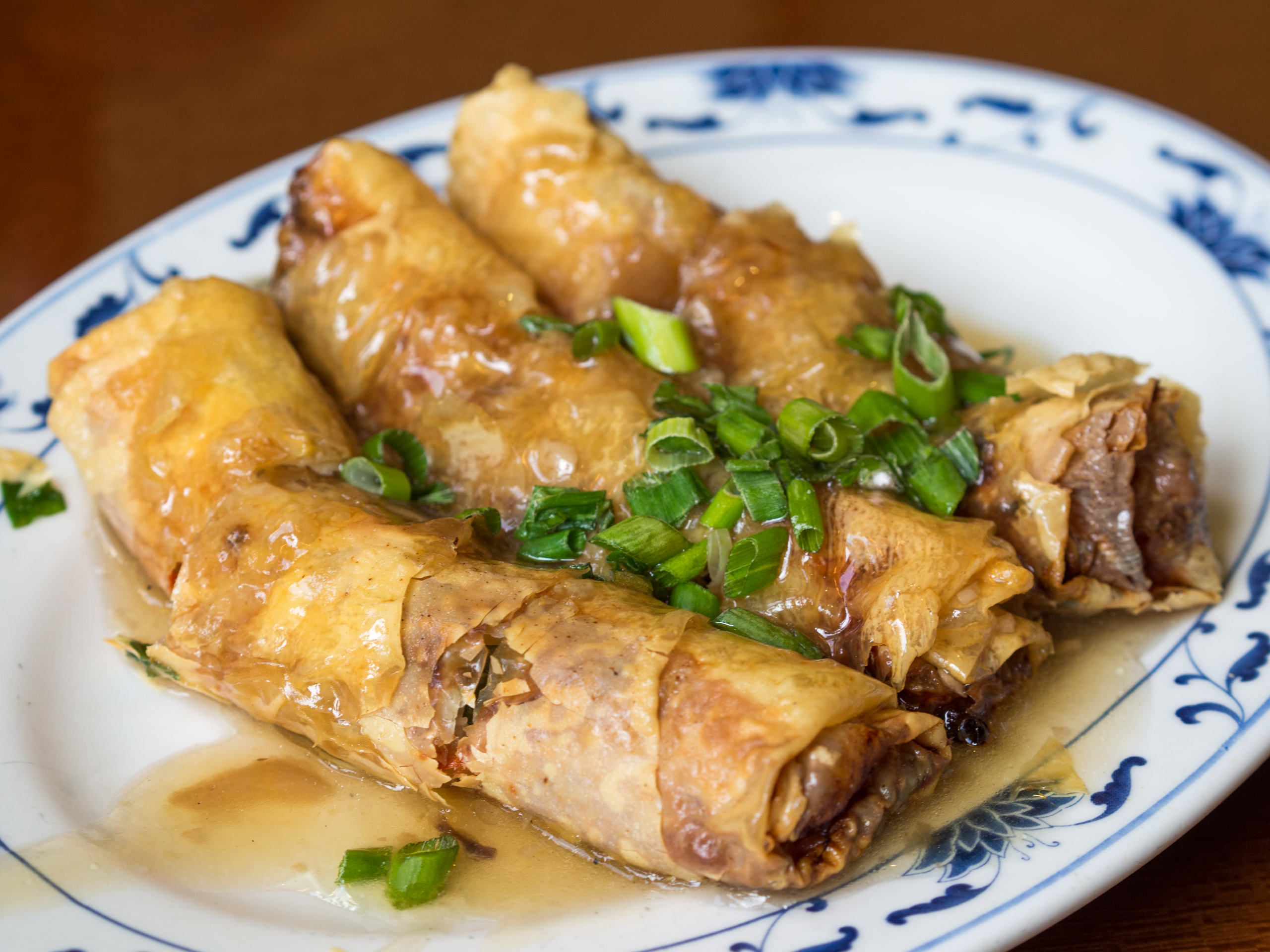
Gotowa potrawa – roladki z yuby

Produkt popularny głównie w tradycyjnych kuchniach dalekowschodnich – w Chinach i Japonii, ale dostępny coraz częściej również w Europie i w Rosji. Chętnie kupowany do przyrządzania dań wegańskich. Przed użyciem, aby yuba była miękka, wymaga namoczenia w gorącej wodzie i krótkiego gotowania. Jest też często smażona, aby uzyskać chrupiącą konsystencję.